# Keçiören (district)
Keçiören is een Turks district in de provincie Ankara en telt 843.535 inwoners (2007). Het district heeft een oppervlakte van 189,9 km². Hoofdplaats is Keçiören.
De bevolkingsontwikkeling van het district is weergegeven in onderstaande tabel.
| 1997    | 2000    | 2007    |
| ------- | ------- | ------- |
| 615.021 | 672.817 | 843.535 |